# マレーシア航空2133便着陸失敗事故
マレーシア航空2133便着陸失敗事故は、1995年9月15日に発生した航空事故。コタキナバル国際空港発タワウ空港行だったマレーシア航空2133便（フォッカー 50）が、タワウ空港からの復航中に墜落し、乗員乗客53人中34人が死亡した。この事故は、フォッカー50で発生した初めての機体損失事故だった。

## 当日の2133便

### 事故機
事故機のフォッカー50は、1990年に製造され、同年に初飛行を行っていた。

### 乗員乗客
当日、2133便には2人のパイロットと2人の客室乗務員、49人の乗客が搭乗していた。

## 事故の経緯
2133便は、飛行予定時間1時間ほどの国内便だった。天候も良く、視程にも問題はなかった。2200mある滑走路17の末端から500m手前に着陸した。乗員は、後に「着陸時に、機体の左側が衝突したと感じ、小さな爆発があった」と証言した。また、「何度か機体がバウンドした」とも話した。パイロットは復航を開始したが、間に合わずスラム街に墜落した。パイロット2人と乗客34人の計36人が死亡した。スラム街の45軒ほどの家が被害を受けた。

## 事故調査
調査委員会は、パイロットが標準的な手順に従わなかったことと、意思決定能力の不足が事故の原因となったと結論付けた。報告書で、副操縦士が、機長に危険な操縦を注意したり、操縦交代を申し出なかったことを指摘した。また、要因として管制官が適切な誘導をしなかったことをあげた。